# Megha
Harini Ramachandran (n. en Chennai el 18 de marzo de 1987), conocida artísticamente como Megha (Tamil: ஹரிணி ராமசந்திரன்), es una cantante de playback o reproducción india, intérprete de temas musicales cantados en Tamil, Telugu, Malayalam y Kannada.

## Biografía
Megha nació en Chennai y se trasladó a Bangalore, donde hizo la mayor parte de sus estudios. Ella tuvo una Licenciatura en Comercio en Chennai y luego siguió una Maestría en Recursos Humanos, después hizo una incursión en el campo de la música en 2007. Ha completado el grado 8 en el Trinity College en Londres, Reino Unido, especializándose en música clásica occidental, bajo la dirección del reconocido músico hindú, Augustine Paul.

## Carrera
Megha inició su carrera como cantante de playback o reproducción incursionando en la industria del cine indio. Ella se introdujo en la industria del cine, gracias al director musical, Vijay Antony en la película titulada "Avanillai Naan" (2007) y ha trabajado también con directores musicales como  A. R. Rahman, Ilaiyaraaja, Harris Jayaraj, Devi Sri Prasad, Vijay Antony y D. Imman.

## Discografía

### Tamil[1][2][3]
| Año  | Canción                | Film                        | Music director  |
| ---- | ---------------------- | --------------------------- | --------------- |
| 2012 | "Yenmele Indru"        | Ishtam (2012 film)          | S. Thaman       |
| 2011 | "Mazhai Pozhiyum"      | Muppozhudhum Un Karpanaigal | G. V. Prakash   |
| 2011 | "Viduthalaikuyil Naan" | Ayyan                       | Ilayaraja       |
| 2011 | "Step it up"           | Kaavalan                    | Vidyasagar      |
| 2010 | "Jessie’s Land"        | Vinnaithaandi Varuvaayaa    | A R Rahman      |
| 2010 | "Stole my heart"       | Singham                     | Devi Sri Prasad |
| 2010 | "SingamSingam (theme)" | Singham                     | Devi Sri Prasad |
| 2010 | "Happy song"           | Bale Pandiya                | Devan           |
| 2010 | "Thiki Thiki"          | Nagaram Marupakkam          | Thaman          |
| 2009 | "MaasiMaasi"           | Aadhavan                    | Harris Jayaraj  |
| 2009 | "Thuppaaki Penne"      | Peraanmai                   | Vidyasagar      |
| 2008 | "Surangani (Remix)"    | Pandhayam                   | Vijay Antony    |
| 2007 | "Hey Yen Mama"         | MarudhaMalai                | D. Imman        |
| 2007 | "Doley,"               | Kadhalil Vizhunthen         | Vijay Antony    |
| 2007 | "Thoziya"              | Kadhalil Vizhunthen         | Vijay Antony    |
| 2007 | "Nee Kavidhai "        | Naan Avanillai (2007 film)  | Vijay Antony    |
| 2007 | "KakhaKakha"           | Naan Avanillai (2007 film)  | Vijay Antony    |

### Telugu[10][11]
| Año  | Canción                 | Película            | Director musical    |
| ---- | ----------------------- | ------------------- | ------------------- |
| 2012 | "Chakkani Bike Undi"    | Julayi              | Devi Sri Prasad     |
| 2012 | "Cinderella"            | Endhukante Premanta | G. V. Prakash Kumar |
| 2011 | "Adara Adara"           | Dookudu             | Thaman              |
| 2011 | "AkasamBadhalaina"      | Mr. Perfect (film)  | Devi Sri Prasad     |
| 2011 | "Rao gari abbayi"       | Mr. Perfect (film)  | Devi Sri Prasad     |
| 2010 | "Jessie’s Land"         | Ye Maaya Chesave    | A R Rahman          |
| 2010 | " Chirugaaley "         | Mirapakaay          | Thaman              |
| 2010 | "Stole my heart"        | Yamudu              | Devi Sri Prasad     |
| 2010 | "SingamSingam (theme)"  | Yamudu              | Devi Sri Prasad     |
| 2010 | " Boom Shakalaka "      | Syeaata             | Devi Sri Prasad     |
| 2010 | " NamoVenkatesa "       | Namo Venkatesa      | Devi Sri Prasad     |
| 2009 | " KarigeLoga"           | Arya 2              | Devi Sri Prasad     |
| 2009 | " Anjali"               | Anjaneyulu (film)   | Thaman              |
| 2009 | " MaasiMaasi "          | Ghatikudu '         | Harris Jayaraj      |
| 2009 | " AmmayiniPadayalante " | U & I               | Karthik             |
| 2009 | " Dhakkudhakku "        | Sankham             | Thaman              |
| 2009 | " Mahalakshmi "         | Sankham             | Thaman              |

### Kannada[15]
| Año  | Canción                | Película         | Director musical |
| ---- | ---------------------- | ---------------- | ---------------- |
| 2012 | "Sarigama Sangamave"   | Godfather        | A. R. Rahman     |
| 2010 | "Lavanyaninnasarasava" | Boss (2011 film) | V. Harikrishna   |
| 2010 | "ShivakasiBombuNaanu"  | Kari Chirathe    | Anoop Seelin     |
| 2009 | "Excuse Me Thippaiyya" | Raam             | V. Harikrishna   |
| 2009 | "Mummy mummy"          | Devru            | Sadhu Kokila     |
| 2009 | "SwalpaSoundu"         | Suryakaanti      | Illayaraja       |
| 2008 | "Lavanyaninnasarasava" | Budhivanta       | Vijay Antony     |
| 2008 | "Nee NanageBeku"       | Budhivanta       | Vijay Antony     |

### Malayalam[16]
| Año  | Canción     | Película          | Director musical |
| ---- | ----------- | ----------------- | ---------------- |
| 2010 | "NilaNila," | Tournament (film) | Deepak Dev       |
| 2010 | "Manassil," | Tournament (film) | Deepak Dev       |

## Premios
- Kannadasan Award – Ajanta Fine Arts
- 2010: Nominated, Vijay Music Award for Best Song of the Masses - "Singham Singham" from Singam